# Pexiora
Pexiora – miejscowość i gmina we Francji, w regionie Oksytania, w departamencie Aude.
Według danych na rok 1990 gminę zamieszkiwało 709 osób, a gęstość zaludnienia wynosiła 54 osoby/km² (wśród 1545 gmin Langwedocji-Roussillon Pexiora plasuje się na 423. miejscu pod względem liczby ludności, natomiast pod względem powierzchni na miejscu 599.).